# Norman Macfarlane, Baron Macfarlane of Bearsden
Norman Somerville Macfarlane, Baron Macfarlane of Bearsden KT Kt DL (* 5. März 1926; † 5. November 2021) war ein britischer Unternehmer, Manager und Politiker der Conservative Party, der seit 1991 als Life Peer Mitglied des House of Lords war und sich insbesondere in zahlreichen Funktionen für die Kultur und Kunst in Schottland sowie besonders in Glasgow einsetzte.

## Leben

### Unternehmer, Manager und sonstiges Engagement
Nach dem Besuch der High School of Glasgow trat Macfarlane 1945 in die Royal Artillery ein und diente zwischen 1945 und 1947 in Palästina. Nach seiner Rückkehr nahm er Tätigkeiten in der Privatwirtschaft auf und gründete 1949 das Verpackungsunternehmen N S Macfarlane & Co Ltd, aus dem später die Macfarlane Group plc hervorging. In der Folgezeit war er zwischen 1973 und 1990 deren Geschäftsführender Direktor sowie zugleich von 1973 bis 1998 Vorstandsvorsitzender und ist seit 1999 Ehren-Vorstandsvorsitzender.
Daneben übernahm Macfarlane seit Mitte der 1960er Jahre zahlreiche Funktionen in der Wirtschaft sowie bei gesellschaftlichen und sozialen Organisationen und war zunächst 1965 Präsident der Büromaterialunternehmen von Großbritannien und Irland (Stationers’ Association of Great Britain and Ireland) sowie zwischen 1968 und 1970 Präsident der Büromaterialunternehmen von Glasgow und anschließend bis 1972 Präsident des Glasgow HS Club. Daneben war er zwischen 1975 und 1981 Mitglied des Rates der Confederation of British Industry in Schottland sowie zugleich zwischen 1976 und 1979 Vorstandsmitglied der Handelskammer zu Glasgow und von 1976 bis 1998 Vorsitzender der Fine Art Society plc. Seit 1975 engagiert er sich für das Scottish National Ballet und war erst zwischen 1975 und 1983 Vorstandsmitglied, danach von 1983 bis 1987 stellvertretender Vorsitzender und ist seit 2001 Ehrenpräsident. Darüber hinaus fungierte er in den Jahren 1976 bis 1987 als Präsident des Royal Glasgow Institute of the Fine Arts sowie zwischen 1977 und 1982 als Mitglied des Vorstands des Royal Scottish National Orchestra.
Weiterhin war Macfarlane, der seit 1978 schottischer Schirmherr der Kunststiftung National Art Collection Fund ist und von 1978 bis 1997 unterzeichnendes Mitglied von Lloyd’s of London war, zwischen 1978 und 1981 Direktor des Third Eye Centre, dem Vorläufer des CCA Glasgow, sowie von 1979 bis 1987 Vorstandsmitglied der Scottish Development Agency. Darüber hinaus war er von 1979 bis 1987 Beiratsmitglied der University of Glasgow sowie zwischen 1979 und 1992 Mitglied des Verwaltungsrates der High School of Glasgow, deren Ehrenpräsident er seither ist. Ferner war er zwischen 1978 und 1987 Mitglied des Verwaltungsrates der Glasgow School of Art und wurde 1993 zunächst Ehren-Fellow sowie 2001 Ehrenpräsident dieser Institution.
Macfarlane, der zwischen 1980 und 1982 Mitglied der Royal Fine Art Commission for Scotland war, war zudem von 1980 bis 1996 Vorstandsmitglied der Clydesdale Bank und dort zuletzt stellvertretender Vorstandsvorsitzender sowie von 1980 bis 1998 Vorstandsmitglied von Edinburgh Fund Managers plc. Für seine Verdienste wurde er 1982 als Knight Bachelor geadelt und führte seither den Namenszusatz „Sir“.
Des Weiteren war Macfarlane von 1984 bis 1997 Vorstandsvorsitzender der American Trust plc sowie zwischen 1987 und 1996 war er Vorstandsvorsitzender von United Distillers und zugleich als erster Schotte zwischen 1987 und 1989 erst Vorsitzender und danach noch bis 1992 stellvertretender Vorsitzender von Guinness plc. Daneben war er Vorstandsmitglied von General Accident Fire & Life Assurance Corp plc (1984 bis 1996), Vorsitzender der Entwicklungsagentur Glasgows (1985 bis 1992) und ferner Trustee des National Heritage Memorial Fund (1984 bis 1997) sowie der National Gallery of Scotland (1986 bis 1997).

### Oberhausmitglied und Ehrungen
Durch ein Letters Patent vom 29. Juli 1991 wurde Macfarlane, der seit 1988 Ehrenpräsident der Charles-Rennie-Mackintosh-Gesellschaft ist, als Baron Macfarlane of Bearsden, of Bearsden in the District of Bearsden and Milngavie, zum Life Peer erhoben. Kurz darauf erfolgte seine Einführung als Mitglied des House of Lords. Im Oberhaus gehört er zur Fraktion der Conservative Party.
Lord Macfarlane, der seit 1992 Schirmherr der Scottish Licensed Trade Association ist, war 1992, 1993 sowie 1997 auch Lord High Commissioner to the General Assembly of the Church of Scotland. Seit 1993 war er Deputy Lieutenant von Dunbartonshire und wurde 1996 zum Knight Companion des Distelordens geschlagen. Ferner war er seit 1996 Ehrenpräsident auf Lebenszeit von Diageo sowie seit 1998 von auch von The Fine Art Soc plc. Des Weiteren fungierte er seit 2006 als Vorsitzender von Krebswohlfahrtsorganisation Tenovus in Schottland sowie seit 2007 als Direktor von Culture and Sport Glasgow.
Im Laufe seines Lebens wurden Macfarlane mehrere Ehrendoktorwürden verliehen, und zwar von der University of Strathclyde (Hon LLD, 1986), der University of Glasgow (Hon LLD, 1988), der University of Stirling (1992), der University of Edinburgh (1992, Dr. h. c.), der Glasgow Caledonian University (Hon LLD, 1993) sowie der University of Aberdeen (Hon LLD, 1995). Des Weiteren war er Ehrenmitglied (Honorary Fellow) der Royal Incorporation of Architects in Scotland (1984), der Royal Society of Edinburgh (1991) und des Royal College of Physicians and Surgeons of Glasgow (1992). Lord Macfarlane, der seit 2006 Freeman von Dumfries and Galloway sowie seit 2007 von Glasgow war, war ferner Ehren-Schirmherr des Fußballvereins FC Queen’s Park sowie seit 2006 Ehrenmitglied auf Lebenszeit der Scottish Football League. Schließlich wurde er 2005 noch mit der Sankt-Mungo-Medaille von Glasgow sowie 2007 mit dem Goodman Award for Art and Business ausgezeichnet.
Er starb im Alter von 95 Jahren.